# Championnats du Mexique de cyclisme sur route
Les championnats du Mexique de cyclisme sur route sont organisés tous les ans.

## Hommes

### Podiums de la course en ligne
| Année | Vainqueur                         | Deuxième                      | Troisième                |
| ----- | --------------------------------- | ----------------------------- | ------------------------ |
| 1977  | Salvador Esquivel                 |                               |                          |
| 1978  | Francisco Vázquez                 | Enrique Bocanegra             | Ángel López              |
| 1981  | Salvador Esquivel                 |                               |                          |
| 1998  | Jesús Zarate (en)                 |                               |                          |
| 1999  | Eduardo Graciano                  |                               |                          |
| 2000  | Miguel Arroyo                     | Alejandro Mendoza             | José Luis Jiménez Flores |
| 2001  | Juan Luis González                | Miguel Arroyo                 | Andrés Contreras         |
| 2002  | Andrés Contreras                  | Carlos Hernández Santana (de) | Manuel Carbajal          |
| 2003  | Antonio Aldape                    |                               |                          |
| 2004  | Non disputé ou résultats inconnus |                               |                          |
| 2005  | Domingo González (de)             | Armando Vigeras               | Ricardo Tapia            |
| 2006  | Juan José de la Rosa (de)         | Irving Aguilar                | Luis Macías              |
| 2007  | Juan Pablo Magallanes             | Carlos López González         | Francisco Matamoros      |
| 2008  | Luis Macías                       | Bernardo Colex                | David Salomon            |
| 2009  | Florencio Ramos                   | Antonio Aldape                | Juan Pablo Magallanes    |
| 2010  | Carlos López González             | Luis Macías                   | Juan Manuel Sandoval     |
| 2011  | Francisco Matamoros               | Florencio Ramos               | Héctor Rangel            |
| 2012  | Luis Lemus                        | Luis Álvarez                  | Héctor Rangel            |
| 2013  | Luis Lemus                        | Luis Pulido                   | Luis Álvarez             |
| 2014  | Ignacio Sarabia                   | Eder Frayre                   | Francisco Matamoros      |
| 2015  | Ignacio Prado                     | Ignacio Sarabia               | Luis Álvarez             |
| 2016  | Luis Lemus                        | Luis Álvarez                  | Eder Frayre              |
| 2017  | Efrén Santos                      | Eduardo Corte                 | Uri Martins              |
| 2018  | Orlando Garibay                   | Ulises Castillo               | Iván Carbajal            |
| 2019  | Ignacio Prado                     | Ulises Castillo               | Francisco Lara           |
| 2020  | Ulises Castillo                   | Gerardo Ulloa                 | Emery Hernández          |
| 2021  | Eder Frayre                       | Orlando Garibay               | Flavio de Luna           |
| 2022  | Efrén Santos                      | Edgar Cadena                  | Jorge Peyrot             |
| 2023  | Edgar Cadena                      |                               |                          |
| 2024  | Edgar Cadena                      | Miguel Díaz                   | Ulises Castillo          |

Multi-titrés
- 3 : Luis Lemus
- 2 : Edgar Cadena, Efrén Santos, Ignacio Prado, Salvador Esquivel

### Podiums du contre-la-montre
| Année     | Vainqueur                         | Deuxième                      | Troisième              |
| --------- | --------------------------------- | ----------------------------- | ---------------------- |
| 1999      | Camil Siddharta                   | Eduardo Uribe (en)            | Víctor Cruz            |
| 2000      | Eduardo Graciano                  | Camil Siddharta               | Florencio Ramos        |
| 2001      | Camil Siddharta                   | Christian Valenzuela          | Domingo González (de)  |
| 2002      | Eduardo Graciano                  | Carlos Hernández Santana (de) | Christian Valenzuela   |
| 2003      | Eduardo Graciano                  | Jesús Zarate (en)             | Domingo González (de)  |
| 2004-2005 | Non disputé ou résultats inconnus |                               |                        |
| 2006      | Fausto Esparza                    | Cuitlathuac Ayala             | Antonio Aldape         |
| 2007      | Juan Pablo Magallanes             | José Isabel García            | Cuitlathuac Ayala      |
| 2008      | José Manuel García Ponce          | Juan Pablo Magallanes         | Luis Alfredo Gutiérrez |
| 2009      | Ignacio Sarabia                   | Bernardo Colex                | Domingo González (de)  |
| 2010      | Raúl Alcalá                       | Ignacio Sarabia               | Carlos López González  |
| 2011      | Bernardo Colex                    | Gregorio Ladino               | Carlos López González  |
| 2012      | Bernardo Colex                    | Luis Pulido                   | Héctor Rangel          |
| 2013      | Bernardo Colex                    | Héctor Rangel                 | Carlos López González  |
| 2014      | Bernardo Colex                    | Flavio de Luna                | Ignacio Sarabia        |
| 2015      | Flavio de Luna                    | Juan Pablo Magallanes         | Héctor Rangel          |
| 2016      | Juan Pablo Magallanes             | Moisés Aldape                 | Christian Valenzuela   |
| 2017      | Ignacio Prado                     | Luis Villalobos               | Uri Martins            |
| 2018      | Luis Villalobos                   | Juan Pablo Magallanes         | Luis Lemus             |
| 2019      | Luis Villalobos                   | Ignacio Prado                 | René Corella           |
| 2020      | Ignacio Prado                     | Ulises Castillo               | Juan Pablo Magallanes  |
| 2021      | Ignacio Prado                     | Omar Aguilera                 | Mario Zamora           |
| 2022      | Ignacio Prado                     | Alfredo Santoyo               | Ulises Castillo        |
| 2023      | Ignacio Prado                     | Edgar Cadena                  | Miguel Arroyo          |
| 2024      | Edgar Cadena                      | Ulises Castillo               | César Cámara           |

Multi-titrés
- 5 : Ignacio Prado
- 4 : Bernardo Colex
- 3 : Eduardo Graciano
- 2 : Luis Villalobos, Juan Pablo Magallanes, Camil Siddharta

## Femmes

### Podiums de la course en ligne
| Année | Vainqueur             | Deuxième           | Troisième             |
| ----- | --------------------- | ------------------ | --------------------- |
| 2006  | Giuseppina Grassi     | Rosario Peralta    | Maribel Díaz Esquibel |
| 2007  | Maribel Díaz Esquibel | Rosario Peralta    | Giuseppina Grassi     |
| 2008  | Giuseppina Grassi     | Jessica Jurado     | Laura Morfin          |
| 2009  | Verónica Leal         | Sofía Arreola      | Jessica Jurado        |
| 2010  | Verónica Leal         | Ana Teresa Casas   | Sofía Arreola         |
| 2011  | Dulce Pliego          | Ana Teresa Casas   | Mayra Del Rocio       |
| 2012  | Íngrid Drexel         | Giuseppina Grassi  | Carolina Rodríguez    |
| 2013  | Íngrid Drexel         | Ana Teresa Casas   | Carolina Rodríguez    |
| 2014  | Ana Teresa Casas      | Erika Varela       | Jenny Rios            |
| 2015  | Erika Varela          | Íngrid Drexel      | Marcela Prieto        |
| 2016  | Ana María Hernandez   | Carolina Rodríguez | Sofía Arreola         |
| 2017  | Íngrid Drexel         | Carolina Rodríguez | Marcela Prieto        |
| 2018  | Brenda Santoyo        | Ariadna Gutiérrez  | Cynthia Covarrubias   |
| 2019  | Anet Barrera          | Ariadna Gutiérrez  | Andrea Ramírez        |
| 2020  | Antonieta Gaxiola     | Ana Teresa Casas   | Brenda Santoyo        |
| 2021  | Lizbeth Salazar       | Antonieta Gaxiola  | Katia Martinez        |
| 2022  |                       |                    |                       |
| 2023  |                       |                    |                       |
| 2024  |                       |                    |                       |

Multi-titrées
- 3 : Íngrid Drexel
- 2 : Giuseppina Grassi, Verónica Leal

### Podiums du contre-la-montre
| Année | Vainqueur         | Deuxième                 | Troisième             |
| ----- | ----------------- | ------------------------ | --------------------- |
| 2006  | Giuseppina Grassi | Maribel Díaz Esquibel    | Berenice Castro       |
| 2007  | Giuseppina Grassi | Rosario Peralta          | Maribel Díaz Esquibel |
| 2008  | Giuseppina Grassi | Verónica Leal            | Jessica Jurado        |
| 2009  | Verónica Leal     | Giuseppina Grassi        | Jessica Jurado        |
| 2010  | Verónica Leal     | Giuseppina Grassi        | Sofía Arreola         |
| 2011  | Verónica Leal     | Giuseppina Grassi        | Jenny Rios            |
| 2012  | Íngrid Drexel     | Ana Teresa Casas         | Dulce Pliego          |
| 2013  | Íngrid Drexel     | Verónica Leal            | Ana Teresa Casas      |
| 2014  | Verónica Leal     | Ana Teresa Casas         | Íngrid Drexel         |
| 2015  | Íngrid Drexel     | Verónica Leal            | Ana Teresa Casas      |
| 2016  | Verónica Leal     | Jessica Bonilla          | Ana María Hernandez   |
| 2017  | Íngrid Drexel     | Verónica Leal            | Carolina Rodríguez    |
| 2018  | Íngrid Drexel     | Brenda Santoyo           | Ana María Hernandez   |
| 2019  | Andrea Ramírez    | Jessica Bonilla          | Ana María Hernandez   |
| 2020  | Andrea Ramírez    | Julieta Lledias Villegas | Jessica Bonilla       |
| 2021  | Yareli Acevedo    | Romina Hinojosa          | Adriana Barraza       |
| 2022  |                   |                          |                       |
| 2023  |                   |                          |                       |
| 2024  |                   |                          |                       |

Multi-titrées
- 5 : Verónica Leal, Íngrid Drexel
- 3 : Giuseppina Grassi
- 2 : Andrea Ramírez

## Espoirs Hommes

### Podiums de la course en ligne
| Année | Vainqueur            | Deuxième            | Troisième            |
| ----- | -------------------- | ------------------- | -------------------- |
| 2003  | Ricardo Tapia        |                     |                      |
| 2006  | Luis Pulido          | Ramón López         | Juan Enrique Díaz    |
| 2007  | Eder Arenas          | Uriel Clara         | Omar Cervantes (de)  |
| 2008  | Luis Pulido          | Elliott Vázquez     | José Carlos Valdez   |
| 2009  | Armando Aguilar      | Josué González      | Iván Carbajal        |
| 2010  | César Vaquera        |                     |                      |
| 2011  | René Corella         | Uri Martins         | Ángel Portillo       |
| 2012  | Luis Lemus           | Flavio de Luna      | José Bravo           |
| 2013  | Eder Frayre          | René Corella        | Juan Enrique Aldapa  |
| 2015  | Ignacio Prado        | Fabrizio Von Nacher | Gerardo Medina       |
| 2016  | Jacob Huelitl        | Rosario Arroyo      | Alfredo Santoyo      |
| 2017  | Leonel Palma         | Luis Villalobos     | Jhonatan Casillas    |
| 2018  | Emiliano Mirafuentes | Gerardo López       | Leonel Palma         |
| 2019  | Andrés Silva         | Manuel David Ibarra | Luis Francisco Villa |
| 2020  | Jorge Ramírez        | Miguel Arroyo       | Edgar Cadena         |
| 2021  | Carlos Rojas         | David Ruvalcaba     | Tomás Aguirre        |
| 2022  | Edgar Cadena         |                     |                      |
| 2023  | Ramón Muñiz          | Ricardo Ramírez     | César Macías         |
| 2024  | Ramón Muñiz          | David Rico          | Fabrizio Martínez    |

Multi-titrés
- 2 : Ramón Muñiz, Luis Pulido

### Podiums du contre-la-montre
| Année | Vainqueur           | Deuxième            | Troisième              |
| ----- | ------------------- | ------------------- | ---------------------- |
| 2003  | Luis Macías         |                     |                        |
| 2006  | Omar Cervantes (de) | Abundio Guerrero    | Rodolfo Ávila          |
| 2007  | Omar Cervantes (de) | Rodolfo Ávila       | Miguel Ángel Hernández |
| 2008  | Rodolfo Ávila       | Luis Pulido         | Luis Zamudio           |
| 2009  | Jonathan Islas      | César Vaquera       | Alejandro Morales      |
| 2010  | Rodolfo Ávila       |                     |                        |
| 2011  | Uri Martins         | Luis Lemus          | René Corella           |
| 2013  | Rodolfo García      | Juan Enrique Aldapa | Ignacio Prado          |
| 2014  | Ignacio Prado       | Alfredo Santoyo     | Efrén Santos           |
| 2015  | Ignacio Prado       | Alfredo Santoyo     | Fernando Arroyo        |
| 2016  | Alfredo Santoyo     | Jhonatan Casillas   | Gerardo Medina         |
| 2017  | Jhonatan Casillas   | Enrique Serrato     | Luis Francisco Villa   |
| 2018  | Paul González       | Gerardo López       | Eduardo López          |
| 2019  | Fernando Islas      | Paul González       | Gerardo López          |
| 2020  | Tomás Aguirre       | Edgar Cadena        | Miguel Arroyo          |
| 2021  | Jorge Peyrot        | Jorge Ramírez       | Adair Gutiérrez        |
| 2022  | Edgar Cadena        |                     |                        |
| 2023  | Ramón Muñiz         | Lance Zamora        | Nazareth Cuautle       |
| 2024  | Ramón Muñiz         | David Rico          | Fabrizio Martínez      |

Multi-titrés
- 2 : Ramón Muñiz, Ignacio Prado, Rodolfo Ávila, Omar Cervantes (de)

## Juniors Hommes

### Podiums de la course en ligne
| Année | Vainqueur            | Deuxième               | Troisième         |
| ----- | -------------------- | ---------------------- | ----------------- |
| 2011  | José Alfredo Aguirre | Johny Quintal          | Sergio Escutia    |
| 2012  | Résultats inconnus   |                        |                   |
| 2013  | Jorge Moreno         | Jhonatan Casillas      | Alfredo Larios    |
| 2014  | Résultats inconnus   |                        |                   |
| 2015  | Luis Villalobos      | Alejandro Madueño      | Mariano Pérez     |
| 2016  | Luis Villalobos      | Luis Cordero           | Fernando Colunga  |
| 2017  | Fernando Islas       | Fernando Ortiz         | Juan Evamir Lerma |
| 2018  | Alexis Yescas        | Juan Francisco Rosales | Ricardo Gutiérrez |
| 2019  | Ricardo Peña         | Abel Ruiz              | César Méndez      |
| 2020  | Ramón Muñiz          | César Rosquero         | Jorge Peyrot      |
| 2021  | Eduardo Ponce        | Guillermo Esquivel     | Olaf González     |

Multi-titrés
- 2 : Luis Villalobos

### Podiums du contre-la-montre
| Année | Vainqueur          | Deuxième          | Troisième              |
| ----- | ------------------ | ----------------- | ---------------------- |
| 2011  | Sergio Escutia     | Johny Quintal     | Daniel Badilla         |
| 2012  | Résultats inconnus |                   |                        |
| 2013  | Alfredo Santoyo    | Jorge Moreno      | Berthy Pérez           |
| 2014  | Résultats inconnus |                   |                        |
| 2015  | Luis Villalobos    | Alejandro Madueño | Mariano Pérez          |
| 2016  | Luis Villalobos    | Fernando Islas    | Antonio Camarillo      |
| 2017  | Fernando Islas     | César Robles      | Juan Francisco Rosales |
| 2018  | Daniel Morales     | Tomás Aguirre     | César Méndez           |
| 2019  | Daniel Morales     | César Méndez      | Jesús Silva            |
| 2020  | Jorge Peyrot       | Ramón Muñiz       | Isaac Veladro          |
| 2021  | Fernando Nava      | Heriberto Quiroz  | Matías Sánchez         |

Multi-titrés
- 2 : Luis Villalobos, Daniel Morales